# Richie Petitbon
Richard Alvin Petitbon (New Orleans, 18 aprile 1938) è un ex giocatore di football americano e allenatore di football americano statunitense che ha giocato nel ruolo di safety nella National Football League (NFL). Al college giocò a football alla Tulane University.

## Carriera da giocatore
Petitbon fu scelto dai Chicago Bears nel secondo giro (21º assoluto) nel Draft NFL 1959. Dopo aver fatto registrare 6 intercetti, nel 1962 fu convocato per il suo primo Pro Bowl, convocazione bissata anche l'anno successivo in cui fece registrare un massimo in carriera di otto intercetti, vincendo il campionato NFL dopo aver battuto in finale i New York Giants. Petitbon rimase coi Bears fino alla stagione 1968, venendo convocato per altri due Pro Bowl. Chiuse la carriera disputando due stagioni coi Los Angeles Rams e due coi Washington Redskins. I suoi 38 intercetti con la maglia dei Bears sono ancora il secondo risultato della storia della franchigia dietro al solo Gary Fencik.

## Palmarès

### Franchigia
- Campione NFL: 1

Chicago Bears: 1963

### Individuale
- Convocazioni al Pro Bowl: 4

1962, 1963, 1966, 1967
- All-Pro: 3

1962, 1963, 1967

## Statistiche
| Intercetti | 48 |
| Touchdown  | 3  |